# اچ‌اف‌اس‌اس

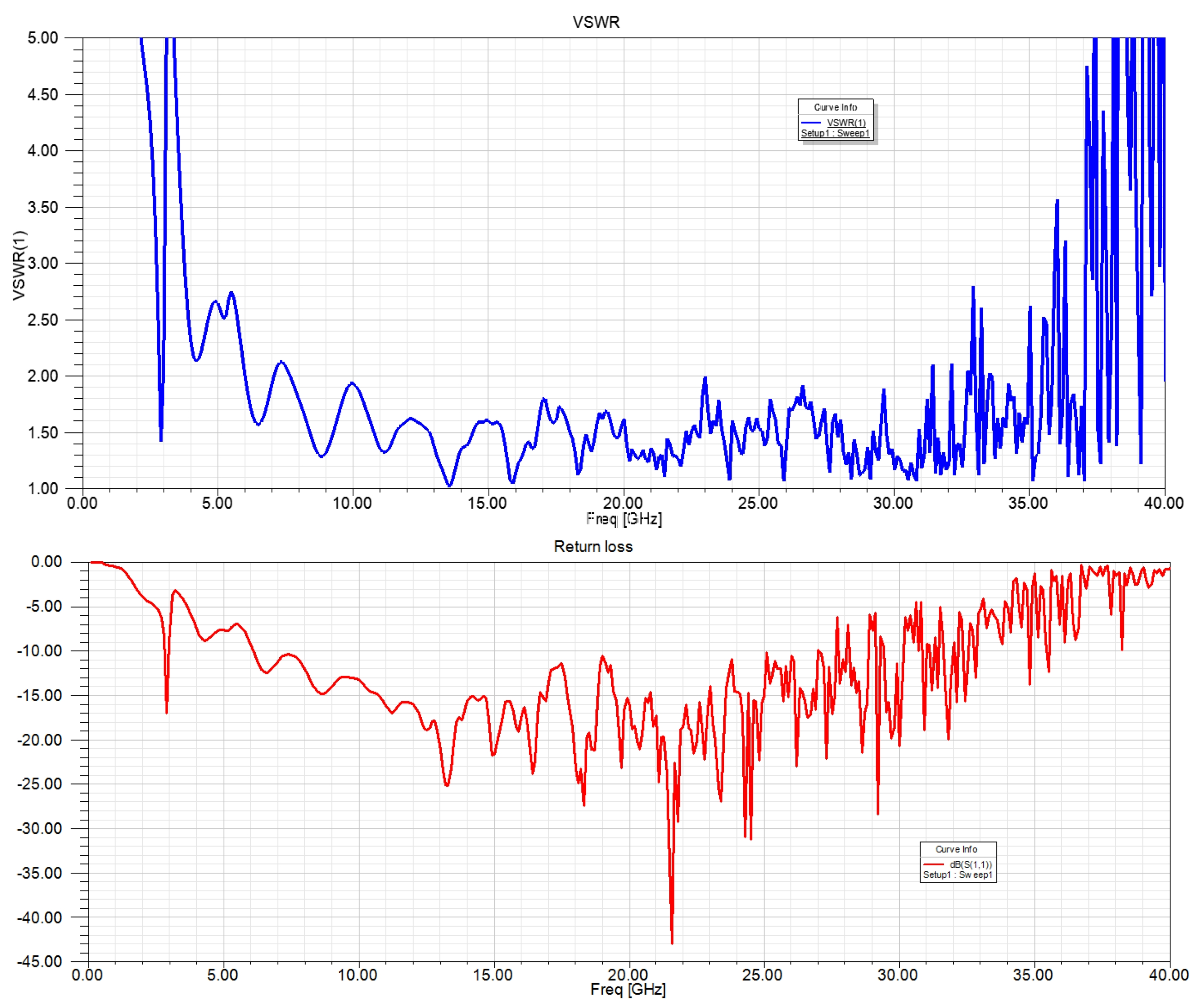
تصویر پنجره ای از نرم افزار HFSS که سازه ای الکترومغناطیسی را تشبیه سازی کرده است.

نرم‌افزار HFSS که خلاصه شده عبارت High Frequency Structural Simulator به معنای شبیه‌ساز سازهٔ فرکانس بالا می‌باشد، یک نرم‌افزار تجاری برای شبیه‌سازی سازه‌های الکترومغناطیسی به روش اجزاء محدود (FEM) توسط شرکت انسیس ساخته شده است. کابرد این نرم‌افزار به‌ویژه در شبیه‌سازی آنتن، رادار، مایکروویو، مدارهای مخابراتی فرکانس بالا نظیر فیلتر، سیستم‌های انتقال می‌باشد.
این نرم‌افزار ابتدا توسط شرکت HP و به نام HP HFSS ساخته شد. سپس شرکت Ansoft آن را خرید و با تغییرات بنیادی، کار با این نرم‌افزار را بسیار راحت کرد و امکانات زیادی را به آن افزود. در حال حاضر نرم‌افزار HFSS تحت مالکیت شرکت Ansys است و در یک مجموعه به نام Electromagnetic Desktop ارائه می‌شود.